# Saša Vegri
Saša Vegri (pravo ime: Albina Vodopivec, rojena Dobršek), slovenska pesnica, * 12. februar 1934, Beograd, Kraljevina Jugoslavija, † 29. avgust 2010, Ljubljana, Slovenija.

## Življenje
Prva leta svojega življenja je preživela v Beogradu, kasneje, l. 1941, pa se je njena družina preselila na Sveti Štefan, saj sta bila oba starša iz okoliških krajev.
Nižjo gimnazijo je od leta 1945 do 1948 obiskovala v Celju, nato pa je od leta 1948 do 1953 obiskovala šolo za umetno obrt v Ljubljani.
Po končanem šolanju se je za kratek čas zaposlila kot risarka na Geodetskem zavodu v Ljubljani in za še krajši čas pri Exportprojektu. Leta 1955 pa se je vpisala na Filozofsko fakulteto v Ljubljani, smer umetnostna zgodovina. Leta 1961 je postala svobodna književnica, vse do leta 1967, leta 1968 pa se je zaposlila kot knjižničarka v Pionirski knjižnici v Ljubljani, kjer je ostala do upokojitve. Bila je članica Društva slovenskih pisateljev. Imela je 3 otroke, Petro Stuart, Sašo Lavrinc in Tadeja Vodopivca.

## Delo
Pesmi je pisala predvsem za otroke, nekaj pa tudi za odrasle. Prve pesmi je objavila v revijah Beseda in Mlada pot, nato pa tudi v literarnih revijah Naša sodobnost, Revija 57, Perspektive, Dialogi.
V sedemdesetih letih 20. stoletja je ustvarjala predvsem za otroke in mladino in svoje literarne prispevke objavljala v revijah Ciciban, Kurirček, Mladi rod.
Leta 1958 je izšla njena prva pesniška zbirka za odrasle Mesečni konj. Njene pesmi so bile doslej prevedene v 13 jezikov, sama pa je prevajala srbsko in hrvaško liriko. Pisala je tudi članke s področja mladinske književnosti in mladinskega knjižničarstva.
7. februarja 2000 je skupaj z Jožico Medle ustvarila bibliofilsko zbirko grafik in pesmi.

### Pesniške zbirke za odrasle
- Mesečni konj (1958) (COBISS)
- Naplavljeni plen (1961) (COBISS)
- Zajtrkujem v urejenem naročju (1967) (COBISS)
- Ofelija in trojni aksel (1977) (COBISS)
- Konstelacije (1980) (COBISS)
- Tebi v tišino (2001) (COBISS)
- Onkraj sveta (2005) (COBISS)
- Obhod v času: izbrane pesmi /Saša Vegri (antologija: izbrala, uredila in spremno besedo napisala Varja Balžalorsky Antić; biografske opombe Saša Lavrinc; 2025)

### Pesniške zbirke za otroke in mladino
- Jure Kvak-Kvak (1975) (COBISS)
- Mama pravi, da v očkovi glavi (1978) (COBISS)
- To niso pesmi za otroke ali Kako se dela otroke (1983) (COBISS)
- Kaj se zgodi, če kdo ne spi (1991) (COBISS)
- Naročje kamenčkov (2009) (COBISS)
- Danes Nina riše (2011)

## Nagrade
- nagrado revije Mlada pota za objavljene pesmi v letih 1955-57
- Levstikova nagrada (1979) - Mama pravi, da v očkovi glavi
- Trubarjeva plaketa za širjenje kulture (1987)